# Jesús María Pereda
Jesús María Pereda Ruiz de Temiño, španski nogometaš in trener, * 23. junij 1938, Medina de Pomar, Španija, † 27. september 2011, Barcelona, Španija.
Pereda, vezni igralec, je v svoji igralski karieri igral za: Real Madrid (1957-1958), Real Valladolid (1958-1959), Sevilla CF (1959-1961), FC Barcelona (1961-1969), CE Sabadell (1969-1970) in RCD Mallorca (1970).
Za špansko nogometno reprezentanco je nastopil 15-krat in dosegel 6 golov; nastopil je tudi na Evropskem prvenstvu v nogometu leta 1964.
Po končanju aktivne igralske kariere je postal trener več španskih mladinskih reprezentanc in katalonske nogometne reprezentance.